# Codificació lingüística
Procés en el qual una llengua desenvolupa un codi, conformat per una gramàtica, un lèxic, una semàntica, una ortografia, etc. Aquest codi és indispensable per a la difusió i extensió de la llengua, ja que ajuda a transmetre els seus aspectes socials i culturals, i dona peu a la formació d'una normativització o d'un estàndard.
Aquest succés sol anar lligat amb processos de normalització, en els quals el desenvolupament d'un codi resulta una ferramenta indispensable per a recuperar un marc legal favorable i facilitar les relacions socials.